# Los hijos de Hilario
Los hijos de Hilario es un libro de cuentos del escritor peruano Macedonio Villafán Broncano. Es la primera obra publicada en castellano del escritor ancashino por Unasam-Río Santa Editores en Huaraz en el año 1998. Editorial San Marcos publicó una segunda edición en Lima en 1999.
En los relatos el autor usa la temática andina para explorar la realidad social mediante el empleo de lo mágico interpolado con el realismo crítico. Los relatos de este libro son fragmentos de una historia que muestra la compleja memoria de la tradición andina. El tema central es la reivindicación del ser y la cultura indígena.

## Contenido
El libro contiene los siguientes siete relatos:
- «Hilario Llanqui, mañana te fusilan»
- «Tantas amarguras por ella»
- «Fiesta grande»
- «Cena de difuntos»
- «Sueños y viajes en las quebradas»
- «Como árbol sin frutos»
- «Réquiem para Miguel Broncano»

## Recepción
En la comunidad virtual de lectores Goodreads, el libro ha obtenido una puntuación de 4,14 sobre 5 basada en 7 evaluaciones.